# Dissignac

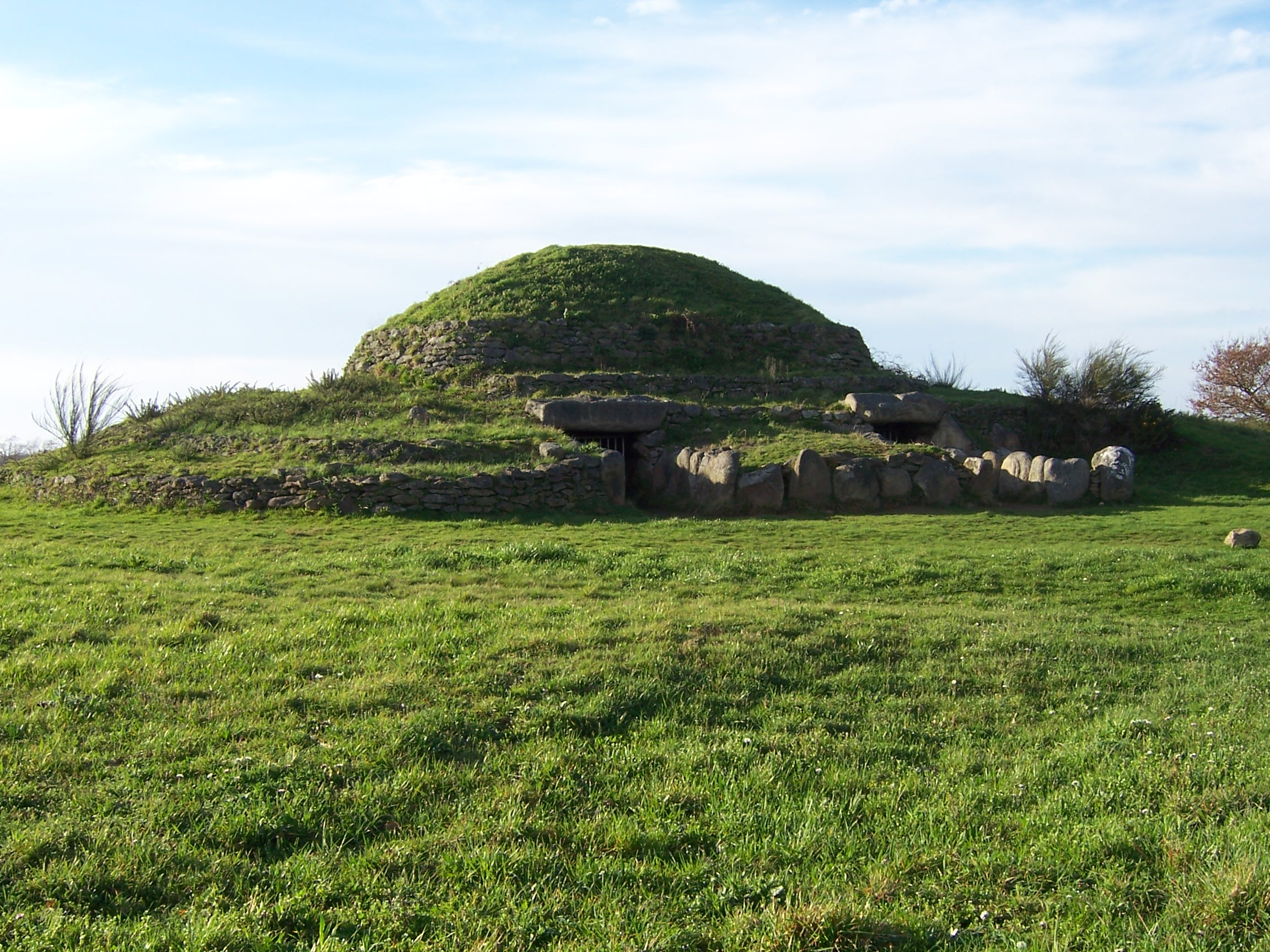
Widok na kurhan

Dissignac – neolityczny kurhan megalityczny pochodzący z początku V tysiąclecia p.n.e., znajdujący się koło miejscowości Saint-Nazaire we francuskim departamencie Loara Atlantycka. Od 1889 roku posiada status monument historique, w kategorii classé (zabytek o znaczeniu krajowym).
Kurhan ma formę nasypu ziemnego (cairn), skrywającego dwa dolmeny z korytarzami. Ma 3 metry wysokości i 28 metrów w obwodzie. Wewnątrz znaleziono mikrolity kamienne, ceramikę oraz resztki uprawianych wówczas zbóż. Sufit jednego z dolmenów został pokryty symbolicznymi rytami.